# Gunilla Thorgren
Gunilla Margareta Thorgren, född 24 juli 1943 i Uppsala, är en svensk journalist, skribent och socialdemokratisk politiker.
Thorgren var under 1970-talet en framträdande medlem i Grupp 8. Hon var då även verksam på skivbolaget MNW och medverkade på musikalbumet Tjejclown. Efter att ha varit verksam på Grupp 8:s tidskrift "Kvinnobulletinen" och på tidskriften "Musikens makt" var hon 1977–1978 redaktör för Författarcentrums tidskrift "Ordets makt" och 1978–1994 för "Pockettidningen R". Hon anslöt sig till socialdemokraterna och var bland annat statssekreterare i Kulturdepartementet 1999–2006. Utöver nedanstående skrifter har hon skrivit en mängd artiklar, främst i Pockettidningen R. 
Våren 2019 dramatiserades hennes bok Guds olydiga revben – om den kristna historiens kvinnosyn – i en nycirkus-teaterföreställning av Cirkus Cirkör, Dramaten och Malmö stadsteater i regi av Tilde Björfors. Sedan 2018 är hon ordförande i Stockholms Kvinnohistoriskas styrelse.
Från 1995 och fram till hans död 2020 var hon gift med författaren P.O. Enquist.

## Priser och utmärkelser
- 2011 – Moa-priset